# Raimundo Sandoval
Raimundo Sandoval (Santiago del Estero, ... – ...; fl. XX secolo) è stato un calciatore argentino, di ruolo centrocampista.

## Carriera

### Club
Ha sempre giocato nel campionato argentino.

### Nazionale
Ha collezionato 2 presenze con la maglia della nazionale, con cui ha partecipato alla Coppa America del 1942.